# G11 AL 5501 à 5547
Pour les articles homonymes, voir G11.
Les Decapod série G 11 numéros 5501 à 5547 sont des locomotives à vapeur construites à Graffenstaden par l'EMBG de 1905 à 1910 pour le compte des chemins de fer impériaux d'Alsace-Lorraine (EL).

## Genèse
Ces machines furent d'abord classées groupe C 33 puis à la suite de la numérotation de 1906 elles furent immatriculées G8 1801 à 1847 avant de connaître l'immatriculation G11 5501 à 5547 à la suite du changement de 1912. De plus elles reçurent toutes des noms de baptême.
En fait ces machines ne sont que des Consolidation dont on a rajouté un essieu pour diminuer la charge par essieu, leur permettant de circuler sur des voies faiblement armées. Elles étaient très proches au niveau des performances des 140 Est 4003 à 4175 de la Compagnie des chemins de fer de l'Est qui n'étaient elles-mêmes qu'une reproduction des 140 Midi 4001 à 4018 de la Compagnie des chemins de fer du Midi.

## Description
Ces Decapod d'influence française disposaient d'un moteur à quatre cylindres compound et la distribution était du type « Walschaerts » pour les cylindres BP et du type « Stephenson » pour les cylindres HP. Elles n'étaient pas équipées de la surchauffe et possédaient des tiroirs plans aux cylindres.
Le foyer était un foyer de type « Belpaire ». L'échappement était à valves. Le bissel avait un déplacement latéral de + ou - 82 mm et était à suspension conjuguée avec le premier essieu moteur.

## Utilisation et services
Commandées sans recourir à des prototypes ou des essais préalables, elles firent preuve de performances médiocres pour des Decapod et d'un fonctionnement difficile dû en partie à leur compoundage. Dès 1910, les chemins de fer impériaux d'Alsace-Lorraine commandèrent directement trente-cinq G10 identiques aux G10 prussiennes. À simple expansion mais dotées de la surchauffe, d'une conduite et un entretien aisés, ces locomotives également dotées d'une faible masse par essieu évincèrent rapidement les G11.
Elles furent assez rapidement surclassées par les 040 série G8.1 d'origine prussienne, dont 137 avaient été construites pour les chemins de fer d'Alsace-Lorraine de 1913 à 1919 et 210 autres furent cédées à l'AL après 1918. Les G8.1, malgré leur essieu moteur en moins, offraient un effort de traction plus élevé que les G10 et G11 mais leur masse par essieu élevé leur interdisait certaines lignes.
10 G12.1 et 118 G12, de disposition Decapod furent également construites pour les chemins de fer d'Alsace-Lorraine entre 1915 et 1919.
Entre 1928 et 1933 les G11 furent donc modifiées en 151 T série T19 AL 8201 à 8213 (futures : 1-151 TB 201 à 213 ) pour 13 d'entre elles. Le reliquat de la série fut radié en 1935 donc avant la création de la SNCF.

## Caractéristiques
- Pression de la chaudière : 15 kg/cm2
- Diamètre du cylindre HP : 390 mm
- Diamètre des cylindres BP : 600 mm
- Diamètre des roues motrices : 1 350 mm
- Diamètre des roues du bissel : 850 mm
- Masse en ordre de marche : 75,8 t
- Masse adhérente : 66,8 t
- Longueur hors tout : 18,600 m
- Masse du tender en ordre de marche : 45,2 t
- Eau : 18 m3
- Charbon : 5 t
- Vitesse maxi en service : 60 km/h